# Reprezentacja Danii na żużlu
Reprezentacja Danii na żużlu – grupa żużlowców reprezentujących Królestwo Danii w sportowych imprezach międzynarodowych. Za jej funkcjonowanie odpowiedzialny jest Danmarks Motor Union (DMU).

## Kadra
Następujący żużlowcy zostali powołani do kadry przez trenera Hansa Nielsena na sezon 2021:
Seniorzy:
- Niels-Kristian Iversen
- Frederik Jakobsen
- Rasmus Jensen
- Michael Jepsen Jensen
- Nicolai Klindt
- Andreas Lyager
- Leon Madsen
- Mikkel Michelsen
- Anders Thomsen

U-23:
- Patrick Hansen
- Jonas Jeppesen
- Jason Jørgensen
- Matias Nielsen

U-21:
- Mads Hansen
- Jonas Knudsen
- Emil Pørtner
- Jonas Seifert-Salk
- Tim Sørensen

U-19:
- Benjamin Basso
- Emil Breum
- William Drejer
- Esben Hjerrild
- Silas Hoegh
- Jesper Knudsen
- Rasmus Pedersen
- Chris Wænnerstrøm

## Osiągnięcia

### Mistrzostwa świata
Drużynowe mistrzostwa świata
- 1. miejsce (15): 1978, 1981, 1983, 1984, 1985, 1986, 1987, 1988, 1991, 1995, 1997, 2006, 2008, 2012, 2014
- 2. miejsce (9): 1979, 1982, 1989, 1993, 2002, 2007, 2010, 2013, 2015
- 3. miejsce (10): 1990, 1994, 1996, 1998, 2003, 2004, 2005, 2020, 2021, 2023

Drużynowe mistrzostwa świata juniorów
- 1. miejsce (2): 2010, 2013
- 2. miejsce (9): 2008, 2009, 2011, 2014, 2015, 2018, 2020, 2021, 2023
- 3. miejsce (5): 2005, 2006, 2016, 2017, 2019

Mistrzostwa świata par
- 1. miejsce (8): 1979, 1985, 1986, 1987, 1988, 1989, 1990, 1991
- 2. miejsce (3): 1973, 1976, 1984
- 3. miejsce (6): 1975, 1978, 1980, 1982, 1983, 1993

Indywidualne mistrzostwa świata
- 1. miejsce (14):
  - 1971 – Ole Olsen
  - 1975 – Ole Olsen
  - 1978 – Ole Olsen
  - 1984 – Erik Gundersen
  - 1985 – Erik Gundersen
  - 1986 – Hans Nielsen
  - 1987 – Hans Nielsen
  - 1988 – Erik Gundersen
  - 1989 – Hans Nielsen
  - 1991 – Jan Osvald Pedersen
  - 1995 – Hans Nielsen
  - 2003 – Nicki Pedersen
  - 2007 – Nicki Pedersen
  - 2008 – Nicki Pedersen
- 2. miejsce (12):
  - 1981 – Ole Olsen
  - 1984 – Hans Nielsen
  - 1985 – Hans Nielsen
  - 1986 – Jan Osvald Pedersen
  - 1987 – Erik Gundersen
  - 1988 – Hans Nielsen
  - 1993 – Hans Nielsen
  - 1994 – Hans Nielsen
  - 1996 – Hans Nielsen
  - 2012 – Nicki Pedersen
  - 2019 – Leon Madsen
  - 2022 – Leon Madsen
- 3. miejsce (11):
  - 1972 – Ole Olsen
  - 1977 – Ole Olsen
  - 1981 – Tommy Knudsen
  - 1988 – Jan Osvald Pedersen
  - 1991 – Hans Nielsen
  - 1992 – Gert Handberg
  - 1999 – Hans Nielsen
  - 2006 – Nicki Pedersen
  - 2013 – Niels-Kristian Iversen
  - 2014 – Nicki Pedersen
  - 2015 – Nicki Pedersen

Indywidualne mistrzostwa świata juniorów
- 1. miejsce (4):
  - 1977[a] – Alf Busk
  - 1978[a] – Finn Rune Jensen
  - 1980[a] – Tommy Knudsen
  - 1989 – Gert Handberg
  - 1991 – Brian Andersen
  - 1997 – Jesper Bruun Jensen
  - 2012 – Michael Jepsen Jensen
- 2. miejsce (4):
  - 1991 – Morten Andersen
  - 2004 – Kenneth Bjerre
  - 2015 – Anders Thomsen
  - 2021 – Mads Hansen
- 3. miejsce (6):
  - 1982[a] – Peter Ravn
  - 1985[a] – Ole Hansen
  - 1986[a] – Brian Karger
  - 1988 – Brian Karger
  - 1996 – Jesper Bruun Jensen
  - 2009 – Patrick Hougaard
  - 2012 – Mikkel Bech
  - 2014 – Mikkel Michelsen
  - 2015 – Mikkel Michelsen

### Mistrzostwa Europy
Drużynowe mistrzostwa Europy
- 2. miejsce (4): 2022, 2023, 2024, 2025

Drużynowe mistrzostwa Europy juniorów
- 1. miejsce (1): 2018
- 2. miejsce (12): 2011, 2012, 2013, 2014, 2016, 2017, 2019, 2020, 2021, 2022, 2023, 2025
- 3. miejsce (4): 2008, 2009, 2015, 2024

Mistrzostwa Europy par
- 1. miejsce (3): 2022, 2024, 2025
- 2. miejsce (3): 2016, 2018, 2023
- 3. miejsce (1): 2012

Mistrzostwa Europy par juniorów
- 2. miejsce (1): 2023
- 3. miejsce (1): 2024

Indywidualne mistrzostwa Europy
- 1. miejsce (7):
  - 2005 – Jesper Bruun Jensen
  - 2016 – Nicki Pedersen
  - 2018 – Leon Madsen
  - 2019 – Mikkel Michelsen
  - 2021 – Mikkel Michelsen
  - 2022 – Leon Madsen
  - 2023 – Mikkel Michelsen
- 2. miejsce (7):
  - 2013 – Nicki Pedersen
  - 2014 – Peter Kildemand
  - 2015 – Nicki Pedersen
  - 2020 – Leon Madsen
  - 2021 – Leon Madsen
  - 2023 – Leon Madsen
  - 2024 – Leon Madsen
- 3. miejsce (6):
  - 2004 – Hans Andersen
  - 2007 – Patrick Hougaard
  - 2008 – Mads Korneliussen
  - 2014 – Nicki Pedersen
  - 2019 – Leon Madsen
  - 2022 – Mikkel Michelsen

Indywidualne mistrzostwa Europy juniorów
- 1. miejsce (6):
  - 2003 – Kenneth Bjerre
  - 2007 – Nicolai Klindt
  - 2013 – Mikkel Michelsen
  - 2015 – Anders Thomsen
  - 2020 – Marcus Birkemose
  - 2022 – Jesper Knudsen
- 2. miejsce (5):
  - 2000 – Niels-Kristian Iversen
  - 2002 – Kenneth Bjerre
  - 2011 – Michael Jepsen Jensen
  - 2015 – Nikolaj Busk Jakobsen
  - 2024 – Bastian Pedersen
- 3. miejsce (7):
  - 1998 – Hans Andersen
  - 2004 – Morten Risager
  - 2006 – Lars Hansen
  - 2012 – Mikkel Michelsen
  - 2017 – Andreas Lyager
  - 2018 – Frederik Jakobsen
  - 2019 – Mads Hansen

### Pozostałe
Indywidualny Puchar Mistrzów
- 1. miejsce (3):
  - 1989 – Jan Osvald Pedersen
  - 1990 – Hans Nielsen
  - 1992 – Gert Handberg
- 3. miejsce (1):
  - 1991 – Hans Nielsen

Puchar Europy par U-19
- 1. miejsce (1): 2019
- 2. miejsce (1): 2018

Indywidualny Puchar Europy U-19
- 1. miejsce (1):
  - 2018 – Mads Hansen
- 2. miejsce (1):
  - 2020 – Marcus Birkemose
- 3. miejsce (1):
  - 2019 – Mads Hansen

## Duńscy Mistrzowie Świata
| Imię i nazwisko        | Tytuły MŚ | Indywidualni (1936–1938, od 1949) | Indywidualni (1936–1938, od 1949) | Pary (1970–1993) | Pary (1970–1993)                         | Drużynowi (od 1960) | Drużynowi (od 1960)                                              | Tytuły MŚJ | Indywidualni U-21 (od 1988) | Indywidualni U-21 (od 1988) | Drużynowi U-21 (od 2005) | Drużynowi U-21 (od 2005) | Tytuły łącznie |
| Imię i nazwisko        | Tytuły MŚ | Łącznie                           | Lata                              | Łącznie          | Lata                                     | Łącznie             | Lata                                                             | Tytuły MŚJ | Łącznie                     | Lata                        | Łącznie                  | Lata                     | Tytuły łącznie |
| ---------------------- | --------- | --------------------------------- | --------------------------------- | ---------------- | ---------------------------------------- | ------------------- | ---------------------------------------------------------------- | ---------- | --------------------------- | --------------------------- | ------------------------ | ------------------------ | -------------- |
| Brian Andersen         |           |                                   |                                   |                  |                                          |                     |                                                                  | 1          | 1                           | 1991                        |                          |                          | 1              |
| Hans Andersen          | 2         |                                   |                                   |                  |                                          | 2                   | 2006, 2008                                                       |            |                             |                             |                          |                          | 2              |
| René Bach              |           |                                   |                                   |                  |                                          |                     |                                                                  | 1          |                             |                             | 1                        | 2010                     | 1              |
| Mikkel Bech            | 1         |                                   |                                   |                  |                                          | 1                   | 2012                                                             | 1          |                             |                             | 1                        | 2013                     | 2              |
| Kenneth Bjerre         | 1         |                                   |                                   |                  |                                          | 1                   | 2008                                                             |            |                             |                             |                          |                          | 1              |
| Lasse Bjerre           |           |                                   |                                   |                  |                                          |                     |                                                                  | 1          |                             |                             | 1                        | 2010                     | 1              |
| Jesper Bruun Jensen    | 1         |                                   |                                   |                  |                                          | 1                   | 1997                                                             | 1          | 1                           | 1997                        |                          |                          | 2              |
| Preben Eriksen         | 2         |                                   |                                   |                  |                                          | 2                   | 1984, 1985                                                       |            |                             |                             |                          |                          | 2              |
| Charlie Gjedde         | 1         |                                   |                                   |                  |                                          | 1                   | 2006                                                             |            |                             |                             |                          |                          | 1              |
| Erik Gundersen         | 15        | 3                                 | 1984, 1985, 1988                  | 5                | 1985, 1986, 1987, 1988, 1989             | 7                   | 1981, 1983, 1984, 1985, 1986, 1987, 1988                         |            |                             |                             |                          |                          | 15             |
| Gert Handberg          | 1         |                                   |                                   |                  |                                          | 1                   | 1991                                                             | 1          | 1                           | 1989                        |                          |                          | 2              |
| Patrick Hougaard       |           |                                   |                                   |                  |                                          |                     |                                                                  | 1          |                             |                             | 1                        | 2010                     | 1              |
| Niels-Kristian Iversen | 4         |                                   |                                   |                  |                                          | 4                   | 2006, 2008, 2012, 2014                                           |            |                             |                             |                          |                          | 4              |
| Michael Jepsen Jensen  | 1         |                                   |                                   |                  |                                          | 1                   | 2012                                                             | 3          | 1                           | 2012                        | 2                        | 2010, 2013               | 4              |
| John Jørgensen         | 3         |                                   |                                   |                  |                                          | 3                   | 1986, 1987, 1988                                                 |            |                             |                             |                          |                          | 3              |
| Brian Karger           | 2         |                                   |                                   |                  |                                          | 2                   | 1991, 1995                                                       |            |                             |                             |                          |                          | 2              |
| Peter Kildemand        | 1         |                                   |                                   |                  |                                          | 1                   | 2014                                                             | 1          |                             |                             | 1                        | 2010                     | 2              |
| Tommy Knudsen          | 10        |                                   |                                   | 2                | 1985, 1991                               | 8                   | 1981, 1985, 1986, 1987, 1988, 1991, 1995, 1997                   |            |                             |                             |                          |                          | 10             |
| Mads Korneliussen      | 1         |                                   |                                   |                  |                                          | 1                   | 2014                                                             |            |                             |                             |                          |                          | 1              |
| Mike Lohmann           | 1         |                                   |                                   |                  |                                          | 1                   | 1978                                                             |            |                             |                             |                          |                          | 1              |
| Mikkel Michelsen       |           |                                   |                                   |                  |                                          |                     |                                                                  | 1          |                             |                             | 1                        | 2013                     | 1              |
| Hans Nielsen           | 22        | 4                                 | 1986, 1987, 1989, 1995            | 7                | 1979, 1986, 1987, 1988, 1989, 1990, 1991 | 11                  | 1978, 1981, 1983, 1984, 1985, 1986, 1987, 1988, 1991, 1995, 1997 |            |                             |                             |                          |                          | 22             |
| Ole Olsen              | 7         | 3                                 | 1971, 1975, 1978                  | 1                | 1979                                     | 3                   | 1978, 1981, 1983                                                 |            |                             |                             |                          |                          | 7              |
| Bjarne Pedersen        | 2         |                                   |                                   |                  |                                          | 2                   | 2006, 2008                                                       |            |                             |                             |                          |                          | 2              |
| Jan Osvald Pedersen    | 7         | 1                                 | 1991                              | 2                | 1990, 1991                               | 4                   | 1986, 1987, 1988, 1991                                           |            |                             |                             |                          |                          | 7              |
| Nicki Pedersen         | 7         | 3                                 | 2003, 2007, 2008                  |                  |                                          | 4                   | 2006, 2008, 2012, 2014                                           |            |                             |                             |                          |                          | 7              |
| Bo Petersen            | 2         |                                   |                                   |                  |                                          | 2                   | 1984, 1985                                                       |            |                             |                             |                          |                          | 2              |
| Nicklas Porsing        |           |                                   |                                   |                  |                                          |                     |                                                                  | 1          |                             |                             | 1                        | 2013                     | 1              |
| Kristian Præstbro      | 1         |                                   |                                   |                  |                                          | 1                   | 1978                                                             |            |                             |                             |                          |                          | 1              |
| Peter Ravn             | 2         |                                   |                                   |                  |                                          | 2                   | 1983, 1984                                                       |            |                             |                             |                          |                          | 2              |
| Finn Thomsen           | 3         |                                   |                                   |                  |                                          | 3                   | 1978, 1981, 1983                                                 |            |                             |                             |                          |                          | 3              |

## Duńscy Mistrzowie Europy
| Imię i nazwisko       | Tytuły ME | Indywidualni (od 2001) | Indywidualni (od 2001) | Pary (od 2004) | Pary (od 2004) | Drużynowi (od 2022) | Drużynowi (od 2022) | Tytuły MEJ | Indywidualni U-19 (od 1998) | Indywidualni U-19 (od 1998) | Pary U-19 (od 2021) | Pary U-19 (od 2021) | Drużynowi U-24 (od 2008) | Drużynowi U-24 (od 2008) | Tytuły łącznie |
| Imię i nazwisko       | Tytuły ME | Łącznie                | Lata                   | Łącznie        | Lata           | Łącznie             | Lata                | Tytuły MEJ | Łącznie                     | Lata                        | Łącznie             | Lata                | Łącznie                  | Lata                     | Tytuły łącznie |
| --------------------- | --------- | ---------------------- | ---------------------- | -------------- | -------------- | ------------------- | ------------------- | ---------- | --------------------------- | --------------------------- | ------------------- | ------------------- | ------------------------ | ------------------------ | -------------- |
| Marcus Birkemose      |           |                        |                        |                |                |                     |                     | 1          | 1                           | 2020                        |                     |                     |                          |                          | 1              |
| Kenneth Bjerre        |           |                        |                        |                |                |                     |                     | 1          | 1                           | 2003                        |                     |                     |                          |                          | 1              |
| Jesper Bruun Jensen   | 1         | 1                      | 2005                   |                |                |                     |                     |            |                             |                             |                     |                     |                          |                          | 1              |
| Mads Hansen           |           |                        |                        |                |                |                     |                     | 1          |                             |                             |                     |                     | 1                        | 2018                     | 1              |
| Patrick Hansen        |           |                        |                        |                |                |                     |                     | 1          |                             |                             |                     |                     | 1                        | 2018                     | 1              |
| Frederik Jakobsen     | 1         |                        |                        | 1              | 2024           |                     |                     | 1          |                             |                             |                     |                     | 1                        | 2018                     | 2              |
| Rasmus Jensen         | 2         |                        |                        | 2              | 2022, 2024     |                     |                     |            |                             |                             |                     |                     |                          |                          | 2              |
| Michael Jepsen Jensen | 1         |                        |                        | 1              | 2022           |                     |                     |            |                             |                             |                     |                     |                          |                          | 1              |
| Nicolai Klindt        |           |                        |                        |                |                |                     |                     | 1          | 1                           | 2007                        |                     |                     |                          |                          | 1              |
| Jesper Knudsen        |           |                        |                        |                |                |                     |                     | 1          | 1                           | 2022                        |                     |                     |                          |                          | 1              |
| Andreas Lyager        | 1         |                        |                        | 1              | 2025           |                     |                     | 1          |                             |                             |                     |                     | 1                        | 2018                     | 2              |
| Leon Madsen           | 3         | 2                      | 2018, 2022             | 1              | 2025           |                     |                     |            |                             |                             |                     |                     |                          |                          | 3              |
| Mikkel Michelsen      | 3         | 3                      | 2019, 2021, 2023       |                |                |                     |                     | 1          | 1                           | 2013                        |                     |                     |                          |                          | 4              |
| Nicki Pedersen        | 1         | 1                      | 2016                   |                |                |                     |                     |            |                             |                             |                     |                     |                          |                          | 1              |
| Jonas Seifert-Salk    | 1         |                        |                        | 1              | 2022           |                     |                     | 1          |                             |                             |                     |                     | 1                        | 2018                     | 2              |
| Anders Thomsen        |           |                        |                        |                |                |                     |                     | 1          | 1                           | 2015                        |                     |                     |                          |                          | 1              |